# Pentadecágono
En geometría, un pentadecágono es un polígono de 15 lados y 15 vértices.

## Propiedades
Un pentadecágono tiene 90 diagonales, resultado que se puede obtener aplicando la ecuación general para determinar el número de diagonales de un polígono, {\displaystyle D=n(n-3)/2}; siendo el número de lados {\displaystyle n=15}, se tiene que:
{\displaystyle D={\frac {15(15-3)}{2}}=90}
La suma de todos los ángulos internos de cualquier pentadecágono es 2340 grados o {\displaystyle 13\pi } radianes.

## Pentadecágono regular

Un pentadecágono regular y sus ángulos principales

Un pentadecágono regular es el polígono que tiene todos sus lados de la misma longitud y todos sus ángulos internos iguales. Cada ángulo interno del pentadecágono regular mide 156º o {\displaystyle 13\pi /15} rad. Cada ángulo externo del pentadecágono regular mide 24º o {\displaystyle 2\pi /15} rad.
Al multiplicar la longitud t de un lado de un pentadecágono regular por quince (el número de lados n del polígono) obtendremos la longitud de su perímetro P.
{\displaystyle P=n\cdot t=15\ t}
El área A de un pentadecágono regular de lado t es de la siguiente forma:
{\displaystyle A={\frac {15(t^{2})}{4\tan({\frac {\pi }{15}})}}\simeq 17,6424\ t^{2}}
donde {\displaystyle \pi } es la constante pi y {\displaystyle \tan } es la función tangente (con el argumento en radianes). 
Si se conoce la longitud de la apotema a del polígono, otra alternativa para calcular el área es:
{\displaystyle A={\frac {P\cdot a}{2}}={\frac {15(t)\ a}{2}}}

## Construcción
Construcciones de un pentadecágono
Como 15 = 3 × 5, un producto de distintos números de Fermat, un pentadecágono regular es construible usando regla y compás.
Las siguientes construcciones de pentadecágonos regulares con circuncírculo dado son similares a la ilustración de la proposición XVI en el Libro IV de los Elementos de Euclides.
Compárese la construcción según Euclides en esta imagen: Pentadecágono
Construcción de un pentadecágono inscrito en una circunferencia dada
En la construcción a partir de un círculo circunscrito dado: {\displaystyle {\overline {FG}}={\overline {CF}}{\text{,}}\;{\overline {AH}}={\overline {GM}}{\text{,}}\;|E_{1}E_{6}|} es un lado de un triángulo equilátero y {\displaystyle |E_{2}E_{5}|} es un lado de un pentágono regular.
El punto {\displaystyle H} divide el radio {\displaystyle {\overline {AM}}} según la relación del número áureo: {\displaystyle {\frac {\overline {AH}}{\overline {HM}}}={\frac {\overline {AM}}{\overline {AH}}}={\frac {1+{\sqrt {5}}}{2}}=\Phi \approx 1.618{\text{.}}}
En comparación con la primera animación (con líneas verdes), en las dos imágenes siguientes se muestran los dos arcos circulares (para ángulos de 36° y 24°) rotados 90° en sentido antihorario. No utilizan el segmento {\displaystyle {\overline {CG}}}, sino que utilizan el segmento {\displaystyle {\overline {MG}}} como radio {\displaystyle {\overline {AH}}} para el segundo arco circular (ángulo 36°).
Construcción de un pentadecágono de lado conocido
Construcción de compás y regla para una longitud de lado determinada. La construcción es casi igual a la del pentágono de lado conocido. La presentación se logra mediante la extensión de un lado y se genera un segmento, aquí {\displaystyle {\overline {FE_{2}}}{\text{,}}} que se divide según la proporción áurea:
{\displaystyle {\frac {\overline {E_{1}E_{2}}}{\overline {E_{1}F}}}={\frac {\overline {E_{2}F}}{\overline {E_{1}E_{2}}}}={\frac {1+{\sqrt {5}}}{2}}=\Phi \approx 1.618{\text{.}}}
Circunradio {\displaystyle {\overline {E_{2}M}}=R\;;\;\;} Longitud lateral {\displaystyle {\overline {E_{1}E_{2}}}=a\;;\;\;} Ángulo {\displaystyle DE_{1}M=ME_{2}D=78^{\circ }}
{\displaystyle {\begin{aligned}R&=a\cdot {\frac {1}{2}}\cdot \left({\sqrt {5+2\cdot {\sqrt {5}}}}+{\sqrt {3}}\right)={\frac {1}{2}}\cdot {\sqrt {8+2\cdot {\sqrt {5}}+2{\sqrt {15+6\cdot {\sqrt {5}}}}}}\cdot a\\&={\frac {\sin(78^{\circ })}{\sin(24^{\circ })}}\cdot a\approx 2.40486\cdot a\end{aligned}}}

## Simetría

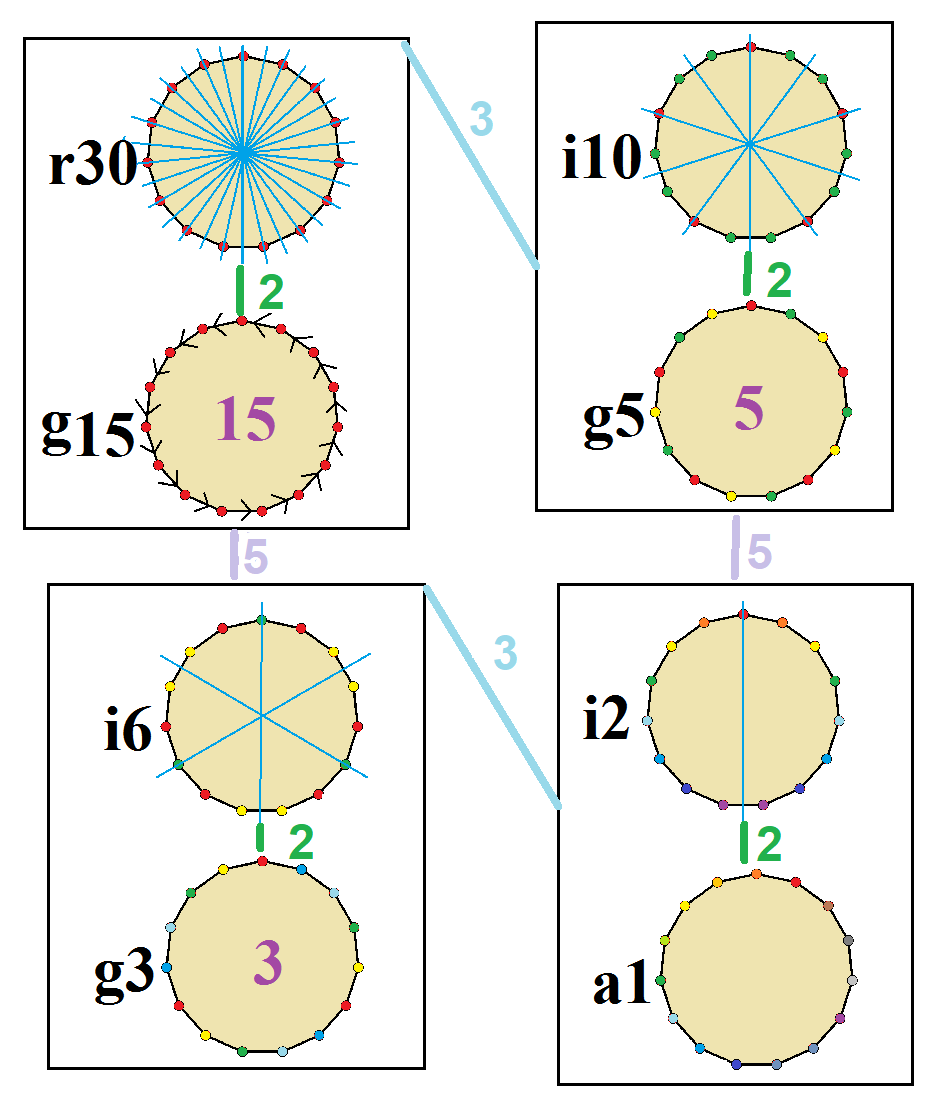
Las simetrías de un pentadecágono regular como se muestran mediante colores en los vértices. Los ejes de simetría son azules. Los órdenes de las simetrías de giro se anotan en el centro

El "pentadecágono regular" posee simetría diedral Dih15 de orden 30, representado por 15 ejes de simetría. El grupo Dih15 incluye 3 subgrupos diedrales: Dih5, Dih3 y Dih1, y cuatro simetrías cíclicas más: Z15, Z5, Z3 y Z1, con Zn representando la simetría rotacional de π/n radianes.En el pentadecágono se pueden dar 8 tipos de simetrías distintas. 
John Conway clasificó estas simetrías usando una letra y el orden de la simetría a continuación. Asignó la letra r al grupo de simetría de la figura regular; y en el caso de los subgrupos utilizó la letra d (de diagonal) para las figuras con ejes de simetría solo a través de sus vértices; p para figuras con ejes de simetría solo a través de ejes perpendiculares a sus lados; i para figuras con ejes de simetría tanto a través de vértices como a través de centros de lados; y g para aquellas figuras solo con simetría rotacional. Con a1 se etiquetan aquellas figuras con ausencia de simetría.
Los tipos de simetrías más bajos permiten disponer de uno o más grados de libertad para definir distintas figuras irregulares. Solo el subgrupo g15 no tiene grados de libertad, pero puede verse como un grafo dirigido. (Véase un ejemplo en la Teoría de grupos de John Conway)

### Pentadecagramas
Hay tres estrellas regulares: {15/2}, {15/4} y {15/7}, construidas a partir de los mismos 15 vértices de un pentadecágono regular, pero conectados saltando cada segundo, cuarto o séptimo vértice respectivamente.
También hay otras tres estrellas regulares no continuas: {15/3}, {15/5} y {15/6}, la primera compuesta por tres pentágonos, la segunda por cinco triángulos equiláteros y la tercera formada por tres estrellas pentagonales .
La figura compuesta {15/3} puede verse vagamente como el equivalente bidimensional de una figura tridimensional, el compuesto de cinco tetraedros.
| Imagen         | · {15/2} · | {15/3} or 3{5} | · {15/4} · | {15/5} or 5{3} | {15/6} or 3{5/2} | · {15/7} · |
| Interior angle | 132°       | 108°           | 84°        | 60°            | 36°              | 12°        |

Los truncamientos más profundos del pentadecágono regular y los pentadecagramas pueden producir formas poligonales de estrellas intermedias isogonales (figura isogonal) con vértices espaciados iguales y dos longitudes de lado.
| Truncamientos transitivos de vértice del pentadecágono | Truncamientos transitivos de vértice del pentadecágono | Truncamientos transitivos de vértice del pentadecágono | Truncamientos transitivos de vértice del pentadecágono | Truncamientos transitivos de vértice del pentadecágono | Truncamientos transitivos de vértice del pentadecágono | Truncamientos transitivos de vértice del pentadecágono | Truncamientos transitivos de vértice del pentadecágono | Truncamientos transitivos de vértice del pentadecágono |
| Cuasirregular                                          | Isogonal                                               | Isogonal                                               | Isogonal                                               | Isogonal                                               | Isogonal                                               | Isogonal                                               | Isogonal                                               | Cuasirregular                                          |
| ------------------------------------------------------ | ------------------------------------------------------ | ------------------------------------------------------ | ------------------------------------------------------ | ------------------------------------------------------ | ------------------------------------------------------ | ------------------------------------------------------ | ------------------------------------------------------ | ------------------------------------------------------ |
| t{15/2}={30/2}                                         |                                                        |                                                        |                                                        |                                                        |                                                        |                                                        |                                                        | t{15/13}={30/13}                                       |
| t{15/7} = {30/7}                                       |                                                        |                                                        |                                                        |                                                        |                                                        |                                                        |                                                        | t{15/8}={30/8}                                         |
| t{15/11}={30/22}                                       |                                                        |                                                        |                                                        |                                                        |                                                        |                                                        |                                                        | t{15/4}={30/4}                                         |

### Polígonos de Petrie
El pentadecágono regular es el polígono de Petrie para algunos politopos de mayor dimensión, mediante un operador de proyección oblicuo:
| Símplex (14D) |